# 이영훈 (배우)
이영훈(1982년 12월 14일 ~ )은 대한민국의 배우이다.

## 학력
- 수원과학대학 방송연예학과

## 연기 활동
이영훈이 연기에 발을 들여놓게 된 것은 고등학교에서 연극반 활동을 하면서부터이다. 매니지먼트사를 떠돌던 그의 고교시절 프로필 사진이 영화제작진의 눈에 띄어 2001년 이송희일 감독의 단편영화 <굿 로맨스>로 영화계에 데뷔하였다. 하지만 열망만으로 연기가 지속될 수 있는 것은 아니었다. 방송연예과 대학에 진학하여 대학시절 연극에 출연하기도 했지만, 군대에서 제대한후 본격적인 연기의 기회를 또 다시 제공해 준 사람은 이송희일감독이었다. 그의 첫 장편영화 <<후회하지 않아>>(2006)에서 게이들의 사랑이라는 파격적인 이야기를 현실감 있게 연기해내며 제 26회 한국영화평론가협회상 신인남우상을 수상하였고 엄청난 화제 속에 '후회 폐인'이라는 골수팬 층을 만들어 내며 일약 스타덤에 올랐다. 이영훈은 <<후회하지 않아>>와 <<GP506>>(2008), <<달려라 자전거>>(2008) 등의 영화로 깊은 인상을 남기며, 충무로 최고의 신성으로 평가 받고 있다.

## 출연 작품

### 영화
- 2001년 《굿 로맨스》 - 원규 역
- 2006년 《후회하지 않아》 - 이수민 역
- 2008년 《GP506》 - 강진원 상병 역
- 2008년 《달려라 자전거》 - 김수욱 역
- 2010년 《탈주》 - 강재훈 일병 역
- 2010년 《원 나잇 스탠드》 - 남대생 역
- 2010년 《해결사》 - 박형준 역
- 2012년 《청춘 그루브》 - 김민수 역
- 2012년 《저스트 프렌즈》 - 심재욱 역
- 2012년 《공모자들》 - 대웅 역
- 2014년 《녀녀녀》 - 현수 역
- 2015년 《코인라커》 - 상필 역

### 드라마 & 시트콤
- 《그녀의 스타일》 (2009년, KBS 드라마) - 김종태 역
- 《강력반》 (2011년, KBS2) - 김영태 역
- 《푸른거탑 제로》 (2013년, tvN) - 46번 훈련병 이영훈 역
- 《KBS 드라마 스페셜 - 바람은 소망하는 곳으로 분다》 (2015년, KBS2) - 방대식 역

### 연극
- 도덕적 도둑
- 어둠의 힘
- 한여름밤의 꿈
- 세자매

### 광고
- 2007년 맥도날드 베이컨치즈버거

## 수상 경력
- 2006년 제26회 한국영화평론가협회상 신인남우상